# Chauliodites durus

Chauliodites durus (лат.) — ископаемый вид насекомых из семейства Chaulioditidae (отряд Grylloblattida). Триасовый период (Anakit-1, Chichikan Formation, оленёкский ярус, возраст находки 247—251 млн лет), Россия, Красноярский край, Эвенкия (64.8° N, 90,6° E).

## Описание
Длина переднего крыла — 15,0 мм.  Сестринские таксоны: Chauliodites cancellatus, Ch. ramosus, Ch. issadensis, Ch. eskovi, Ch. afonini, Ch. ponomarenkoi. Вид был впервые описан в 2003 году российским палеоэнтомологом Д. С. Аристовым (Палеонтологический институт РАН, Москва) по ископаемым отпечаткам под первоначальным названием Tomia dura.